# جون إدواردز (سياسي)
جون إدواردز (بالإنجليزية: John Edwards) هو محامي وسياسي أمريكي، ولد في 1786 في الولايات المتحدة، وتوفي في 26 يونيو 1843 في نفس البلد. حزبياً، نشط في مناهضة الماسونية. وقد انتخب عضو مجلس النواب الأمريكي.